# CCDC28B
CCDC28B‏ (Coiled-coil domain containing 28B) هوَ بروتين يُشَفر بواسطة جين CCDC28B في الإنسان.
يتمركز منتج هذا الجين في الجسيم المركزي والأجسام القاعدية. ويتفاعل مع العديد من البروتينات المرتبطة بمتلازمة بارديت بيدل (BBS).